# Flurin Randegger
Flurin Randegger (* 1. Mai 1988 in Basel) ist ein ehemaliger Schweizer Eishockeyspieler, der im Verlauf seiner aktiven Karriere zwischen 2004 und 2023 unter anderem annähernd 700 Spiele für den HC Davos, EHC Biel, Genève-Servette HC, SC Bern, SCL Tigers und EHC Kloten in der Schweizer National League (A) auf der Position des linken Flügelstürmers bzw. Verteidigers bestritten hat. Mit Davos und Bern gewann Randegger insgesamt dreimal die Schweizer Meisterschaft.

## Karriere
Flurin Randegger begann 2006 seine Karriere bei den Elite-Junioren A des HC Davos, nachdem er zuvor das Davoser Sport-Gymnasium besucht hatte. In derselben Saison gab er sein Debüt in der Nationalliga A (NLA) für Davos und konnte vor allem in den Playoffs überzeugen. Ausserdem absolvierte er vier Spiele für den EHC Chur in der National League B (NLB). Am 30. Oktober 2007 schoss Randegger sein erstes NLA-Tor im Spiel gegen den EHC Basel. Neben seinen Einsätzen beim HC Davos absolvierte er im November 2007 auch zwei Spiele für die Schweizer U20-Nationalmannschaft in der NLB. Die Saison 2008/09 absolvierte er beim SC Langenthal in der NLB, bevor er nach deren Ausscheiden für die Playouts zum EHC Biel in die NLA wechselte.
Im Sommer 2009 unterschrieb der Stürmer einen Vertrag beim Genève-Servette HC und spielte für diesen in der NLA. Parallel besass er eine Spielberechtigung für den Lausanne HC in der NLB. Mit Lausanne wurde er im Frühjahr 2010 Meister der NLB. Ab der Saison 2012/13 spielte Randegger für den SC Bern, bei dem er einen Zweijahresvertrag unterzeichnet hatte. Aufgrund der vielen verletzten Verteidiger wurde der Flügelstürmer oftmals in der Defensive eingesetzt. Ab der Saison 2016/17 stand Randegger bei den SCL Tigers unter Vertrag. Zu Beginn der Saison 2018/19 wurde er per B-Lizenz parallel beim SC Langenthal in der Swiss League eingesetzt.
Auf die Saison 2019/20 wechselte Randegger zu den SC Rapperswil-Jona Lakers in die Swiss League und anschliessend im Sommer 2021 zum Ligakonkurrenten EHC Kloten, mit dem am Ende der Spielzeit 2021/22 der Aufstieg in die National League gelang. Nach der Saison 2022/23 beendete der 35-Jährige seine aktive Karriere.

## Erfolge und Auszeichnungen
| - 2007 Schweizer Meister mit dem HC Davos - 2010 Meister der National League B mit dem Lausanne HC - 2013 Schweizer Meister mit dem SC Bern | - 2015 Schweizer Cupsieger mit dem SC Bern - 2016 Schweizer Meister mit dem SC Bern - 2022 Meister der Swiss League und Aufstieg in die National League mit dem EHC Kloten |

## Karrierestatistik
(Legende zur Spielerstatistik: Sp oder GP = absolvierte Spiele; T oder G = erzielte Tore; V oder A = erzielte Assists; Pkt oder Pts = erzielte Scorerpunkte; SM oder PIM = erhaltene Strafminuten; +/− = Plus/Minus-Bilanz; PP = erzielte Überzahltore; SH = erzielte Unterzahltore; GW = erzielte Siegtore; 1 Play-downs/Relegation; Kursiv: Statistik nicht vollständig)

## Familie
Randegger ist der Sohn des FDP-Nationalrats Johannes Randegger. Sein älterer Bruder Gian-Andrea war ebenfalls professioneller Eishockeyspieler.